# Carex cuprina
Carex otrubae là một loài thực vật có hoa trong họ Cói. Loài này được (Sándor ex Heuff.) Nendtv. ex A.Kern. mô tả khoa học đầu tiên năm 1863.

## Hình ảnh

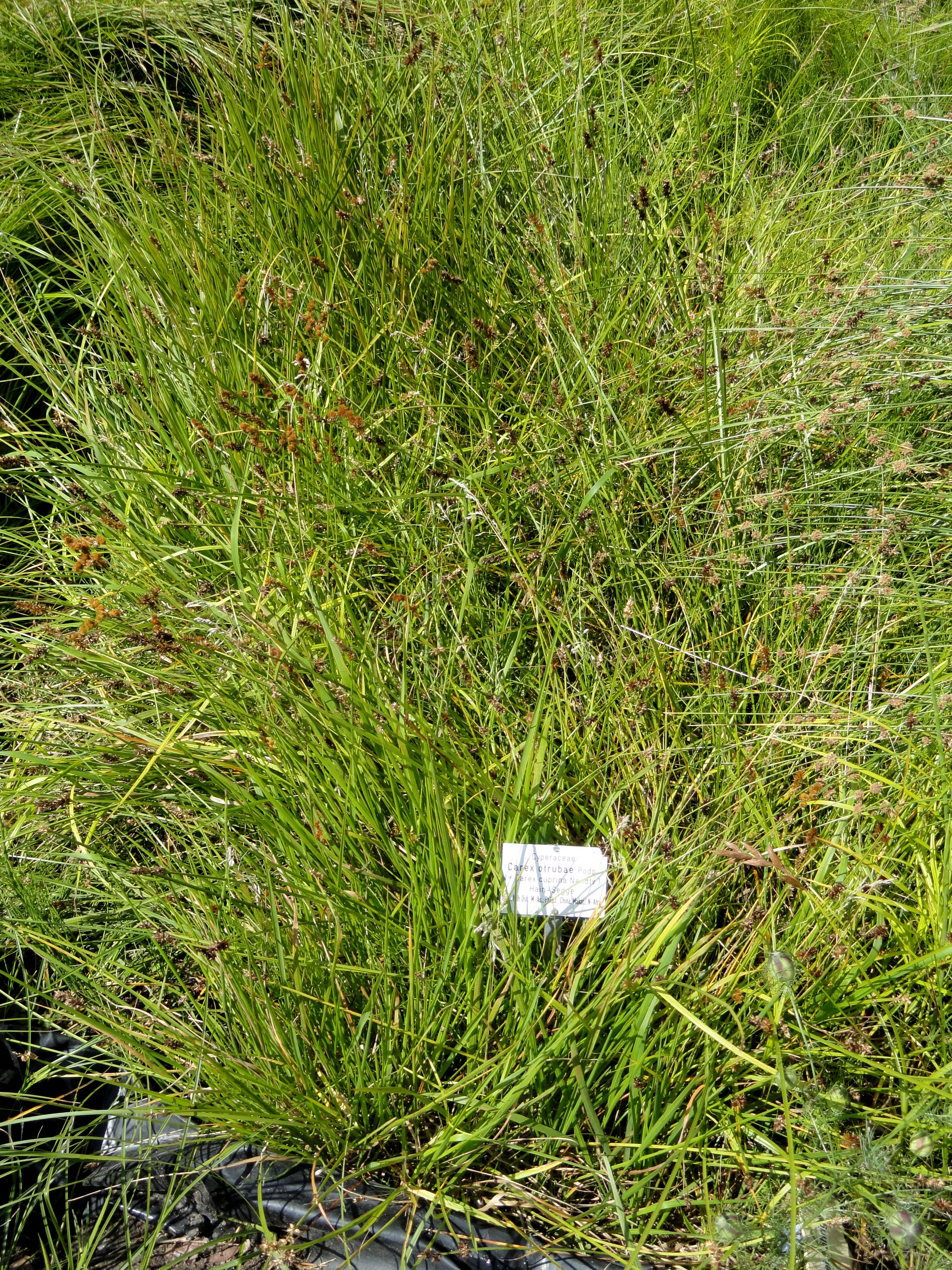